# 24. вечити дерби у фудбалу
24. вечити дерби у фудбалу је фудбалска утакмица одиграна у Београду 10. маја 1959. године, између Црвене звезде и Партизана. Утакмица се завршила резултатом 3 : 1 (1 : 1) за Партизан.